# Gibraltarpedia
Gibraltarpedia (estilitzat com GibraltarpediA) és un projecte col·laboratiu que enllaça l'enciclopèdia en línia Viquipèdia amb el Territori Britànic d'Ultramar de Gibraltar. El projecte es contempla com a continuació de la iniciativa Monmouthpedia i intenta convertir Gibraltar en la primera «ciutat Viquipèdia» del món. El projecte fou presentat conjuntament per la Wikimedia Foundation i el govern de Gibraltar entre el 12 i el 13 de juliol de 2012.

## El projecte
El projecte utilitza codis QR (concretament QRpedia) per proveir d'accés multilingüe als telèfons intel·ligents dels usuaris que ho desitgin a articles de la Viquipèdia que tracten sobre temes relacionats amb Gibraltar, com ara sobre la seva flora, fauna, història i cultura. Els articles en diversos idiomes són redactats pels mateixos habitants del país, acadèmics, historiadors, experts culturals i, en general, viquipedistes de tot el món. Les pàgines seran accessibles pels visitants de Gibraltar, els quals podran utilitzar els seus telèfons mòbils o dispositius similars per llegir els codis QR, els quals els redigiran als articles de la Viquipèdia en l'idioma que tinguin configurat el mòbil. La idea del projecte va ser de Tyson Lee Holmes, el qual havia seguit prèviament el desenvolupament de Monmouthpedia. Va contactar amb Stewart Finlayson del museu de Gibraltar, el qual es va dirigir al capítol de Wikimedia UK per demanar-los assistència i llançar la iniciativa.

## Dimensió nord-africana
El ministre de turisme de Gibraltar, Neil Costa, va concertar una trobada amb els organitzadors de Monmouthpedia, als quals va proposar estendre la iniciativa a l'Àfrica del Nord encoratjant els responsables de patrimoni cultural a alliberar la seva informació al món digital. Gibraltarpedia es beneficia dels coneixements d'idiomes de les comunitats locals que, a part de l'anglès, són capaces de parlar castellà, àrab, hindi i hebreu, entre d'altres. Com a resultat, els viquipedistes podran "construir un pont encara més fort entre Europa i Àfrica".